# Bernd Stephan
Bernd Stephan (* 23. Oktober 1943 in Marburg an der Lahn als Bernd Schulze) ist ein deutscher Schauspieler, Synchronsprecher, Kabarettist und Moderator.

## Leben
Nach seiner Reifeprüfung 1963 studierte Stephan zunächst vier Semester Jura, besuchte dann jedoch von 1965 bis 1968 die Schauspielschule in Hannover. Sein erstes Theaterengagement erhielt er 1968 am  Pfalztheater Kaiserslautern, später spielte er am Stadttheater Würzburg und bei den Salzburger Festspielen. Sein Repertoire erstreckt sich vom Faust über den Marquis de Posa bis zum Hauptmann Bluntschli und den Musicalpart des Sigismund im Weißen Rössl.
Von 1976 bis 1980 war er Mitglied der Münchner Lach- und Schießgesellschaft. Im Bayerischen Fernsehen moderierte er von 1986 bis 1992 die Quizsendung Sag die Wahrheit.
Neben Auftritten in bekannten Fernsehserien wie Auf Achse, Der Fahnder und Ein Fall für zwei spielte Stephan u. a. die Hauptrolle in dem Kinofilm Car-napping – bestellt – geklaut – geliefert, in dem es um den Diebstahl von Luxusautos geht.
Als Synchronsprecher synchronisierte er z. B. Dean Stockwell in der Serie  Zurück in die Vergangenheit, John Cleese in Monty Python’s Flying Circus, Richard Portnow in Die Sopranos oder Bruce Dern im Film Das Geisterschloss. Auch lieh er Tazuna aus der japanischen Animeserie Naruto die Stimme. In Car-napping wird er allerdings selbst synchronisiert – von Norbert Langer.
Darüber hinaus ist Bernd Stephans Stimme in zahlreichen Hörbüchern zu hören, die sich zum Teil auf der hr2-Hörbuchbestenliste platzierten (darunter Kirsten Boies Skogland und So weit die Wolken ziehen von Willi Fährmann). In der Hörspielserie Captain Blitz hat er in jeder Folge eine Gastrolle.
Bernd Stephan lebt heute in Hamburg.

## Filmografie
- 1976: Freiwillige Feuerwehr
- 1980: Car-napping – bestellt – geklaut – geliefert
- 1982: Jägerschlacht
- 1982: Die Frau mit dem roten Hut
- 1984: Freund mit Rolls Royce
- 1985: Big Mäc
- 1985: Seitenstechen
- 1986: Geld oder Leber!
- 1986/87: Sender Frikadelle
- 1988: Tagebuch für einen Mörder
- 1988: Weißblaue Geschichten – Rund ums Oktoberfest: Der Fremde
- 1992: Glückliche Reise – Singapur und Borneo
- 1993: Ein Bayer auf Rügen
- 1994: Ein Fall für zwei – Die letzte Präsentation
- 1994: Ein Fall für zwei – Heisses Geld
- 1995: Der Trip
- 1996: Solange es die Liebe gibt
- 1997/1998: Rosamunde Pilcher – Der Preis der Liebe (zwei Filme)
- 2005: Der Ermittler – Zahltag
- 2009: Rosamunde Pilcher – Herzenssehnsucht
- 2016: Morden im Norden – Ausgespielt

## Hörbücher
- Kirsten Boie: Skogland. Das Hörbuch, Goyalibre, Hamburg 2005, ISBN 978-3-8337-1352-1
- Anthony Horowitz: Serie Ein Fall für Alex Rider, Goyalibre, Hamburg seit 2006
- Wolfgang und Heike Hohlbein: Fantasy-Zyklus anders, Goyalibre, Hamburg 2007 bis 2009
- Rainer M. Schröder: Die Medici-Chroniken. Hüter der Macht, Goyalibre, Hamburg 2010, ISBN 978-3-8337-2592-0
- Rainer M. Schröder: Die Medici-Chroniken. Der Pate von Florenz, Goyalibre, Hamburg 2010, ISBN 978-3-8337-2610-1
- Andrew Newbound: Spezialeinheit E.N.G.E.L., JUMBO Verlag, Hamburg 2011, ISBN 978-3-8337-2702-3
- Tim Binding: Fischnapping, GoyaLiT, Hamburg 2011, ISBN 978-3-8337-2750-4